# Vittorio Angelici
Vittorio Angelici (Civitavecchia, 4 novembre 1936) è un politico e sindacalista italiano.

## Biografia
Sindacalista della CISL, nei primi anni '90 ne è segretario provinciale a Taranto
Politicamente impegnato con il PPI, alle elezioni politiche del 1996 è candidato alla Camera dei deputati dall'Ulivo nel collegio uninominale Taranto-Solito Corvisea e viene eletto con il 38,7%. A Montecitorio è segretario della Commissione Trasporti e membro della Commissione Difesa.
Alle elezioni del 2001 viene ricandidato dall'Ulivo ancora nel collegio uninominale di Taranto-Solito Corvisea, ottenendo il 40,6%, ma venendo sconfitto dal candidato del centrodestra, conclude così il proprio mandato parlamentare.
Nel 2005 entrare a far parte come consulente dell'Ufficio di presidenza della Provincia di Taranto per occuparsi di portualità.